# الوسجرد
الوسجرد روستایی از توابع بخش مرکزی شهرستان ساوه در استان مرکزی ایران است که در ۵ کیلومتری جنوب ساوه قرار دارد.

## تپه تاریخی
قلعه‌ای در الوسجرد که حالا تبدیل به تپه شده‌است، این تپه تاریخی در فهرست آثار ملی ایران در تاریخ ۲۵ آبان ۱۳۸۷ و به شماره ۲۳۷۹۸ ثبت شده‌است.

## جمعیت
براساس سرشماری مرکز آمار ایران در سال ۱۳۹۵، جمعیت آن ۱۴۸۰ نفر (۷۴۶ نفر مرد و ۷۳۴ نفر زن - ۴۶۰ خانوار) است؛ هفتاد درصد جمعیت این روستا با سواد هستند.
از جمله محصولات کشاورزی آن انار و گندم و جو و پنبه و انجیر و انواع محصولات صیفی اشاره کرد.
روستاهای یل آباد در غرب و محمودآباد در جنوب این روستا قرار دارند.
دهستان نور علی بک در غرب شهرستان ساوه واقع شده‌است و با روستای الوسجرد فاصله زیادی دارد.